# Empire du mal

Discours de Ronald Reagan du 8 Mars 1983 devant la National Association of Evangelicals, dans lequel l'expression a été utilisé.

L'expression « empire du mal » (« evil empire ») servit parfois au président des États-Unis Ronald Reagan pour désigner l'Union soviétique pendant son mandat durant la guerre froide.

## Utilisation
Cette expression fut utilisée la première fois, sous une autre forme, par Ronald Reagan, le 20 janvier 1981, lors de son discours d'investiture.
L'expression exacte fut, elle, prononcée pour la première fois lors d'un discours à Orlando le 8 mars 1983 devant l’Association nationale des évangéliques (en), une communauté religieuse. Dans une partie consacrée au gel de la course à l'armement nucléaire, à l'époque suggérée et souhaitée par de nombreux Américains, il met en garde contre « la tentation de renvoyer les deux parties dos à dos [les États-Unis et l'Union soviétique], d'ignorer les faits de l'Histoire et les tendances agressives d'un empire du mal, de qualifier la course aux armements d'énorme malentendu et par conséquent de s'exempter de la lutte entre le bon et le mauvais, le bien et le mal ». 

« In your discussions of the nuclear freeze proposals, I urge you to beware the temptation of pride, the temptation of blithely declaring yourselves above it all and label both sides equally at fault, to ignore the facts of history and the aggressive impulses of an evil empire, to simply call the arms race a giant misunderstanding and thereby remove yourself from the struggle between right and wrong and good and evil »

— Ronald Reagan, 8 mars 1983

## Spéculation sur l'origine du terme
Depuis que l'on sait que Ronald Reagan était un grand fan des films Star Wars, certaines personnes pensent que cette expression est inspirée par l’Empire galactique, qui est du « côté obscur de la Force » (le Mal), combattu par l’Alliance rebelle, qui est, elle, du côté de la Force (le Bien).

## Axe du Mal
En 2002, cette expression a en quelque sorte été reprise par le président des États-Unis, George W. Bush, lorsqu'il a désigné les pays soutenant le terrorisme par l'expression Axe du Mal.

## Autre

### Album musique
- Evil Empire, deuxième album de Rage Against the Machine.